# Проспект Гринкевича (Донецьк)
Проспе́кт Гринке́вича — одна з вулиць міста Донецька. Розташований між вулицею Рози Люксембург та бульваром Пушкіна.

## Історія
Вулиця названа на честь гвардії полковника Франца Гринкевича, командувача танковою бригадою, яка у роки Другої Світової війни звільняла Донецьк.

## Опис
Проспект Гринкевича знаходиться у Ворошиловському районі. Простягся з заходу на схід. Перетинає вулиці Щорса та Університетську. Довжина вулиці становить близько пів кілометра.